# Военная академия войсковой противовоздушной обороны Вооружённых Сил Российской Федерации
Военная ордена Кутузова академия войсковой противовоздушной обороны Вооружённых Сил Российской Федерации имени Маршала Советского Союза А. М. Василевского (ВА ВПВО) — именное военное высшее учебное заведение, расположено в городе Смоленске, на улице Котовского, дом № 2.

## История
До 1939 года на этом месте располагалась танковая бригада, которая убыла на западную границу СССР. В 1939 году в военном городке бригады было расположено Смоленское стрелково-пулемётное училище, занятия в котором начались 12 декабря 1939 года. Весной 1941 года переименовано в Смоленское военное пехотное училище. В июле 1941 года эвакуировано в город Сарапул Удмуртской АССР, в сентябре 1946 года расформировано.
1 сентября 1970 года на базе 145-го зенитного ракетного полка ПВО Сухопутных войск было образовано Смоленское высшее зенитное артиллерийское командное училище (СВЗАКУ).
СВЗАКУ было переименовано, 23 мая 1973 года, в Смоленское высшее зенитное ракетное командное училище (СВЗРКУ).
23 февраля 1978 года училищу от имени Президиума Верховного Совета СССР было вручено Знамя.
Приказом министра обороны СССР 10 мая 1979 года училище переименовано в Смоленское высшее зенитное ракетное инженерное училище СВЗРИУ.
Приказом министра обороны СССР № 497 от 24 декабря 1990 года училище переименовано в Смоленское высшее инженерное училище радиоэлектроники ПВО Сухопутных войск.
Необходимость создания академии была связана с тем, что после выхода УССР из Союза, и приобретения Украиной  независимости ряд высших учебных заведений ПВО Сухопутных войск остался на территории этой республики, в том числе и Военная академия противовоздушной обороны Сухопутных войск имени Василевского (город Киев).
Распоряжением Президента Российской Федерации от 31 марта 1992 года № 146 на базе Смоленского высшего инженерного училища радиоэлектроники войск ПВО Сухопутных войск образована Военная академия противовоздушной обороны Сухопутных войск Российской Федерации. Предназначена для подготовки офицерских кадров для соединений, воинских частей и подразделений ПВО Сухопутных войск, ВДВ, береговых войск ВМФ, а также для подразделений и частей ПВО других видов и родов войск ВС России.
До создания академии в г. Смоленске подготовка офицерских кадров с высшим военным образованием осуществлялась: с 1939 по 1953 год — на командном факультете зенитной артиллерии Военной артиллерийской академии им. Ф. Э. Дзержинского, г. Москва; с 1953 по 1962 год — на командном факультете зенитной артиллерии Военной артиллерийской командной академии, г. Ленинград. С 1962 года факультет зенитной артиллерии в полном составе был переведён в Военное артиллерийское инженерное училище имени С. М. Кирова (г. Киев), а в 1974 году на базе этого факультета был создан филиал Военной артиллерийской академии им. М. И. Калинина, который в 1977 году был преобразован в Военную академию противовоздушной обороны Сухопутных войск, просуществовавшую до 1992 года (до распада Советского Союза).
В соответствии с Постановлением Правительства Российской Федерации № 1009 от 29 августа 1998 года Военная академия противовоздушной обороны Сухопутных войск Российской Федерации была преобразована в Военный университет войсковой противовоздушной обороны Вооружённых Сил Российской Федерации с филиалом в г. Оренбурге, который был преобразован из Оренбургского высшего зенитного ракетного командного училища.

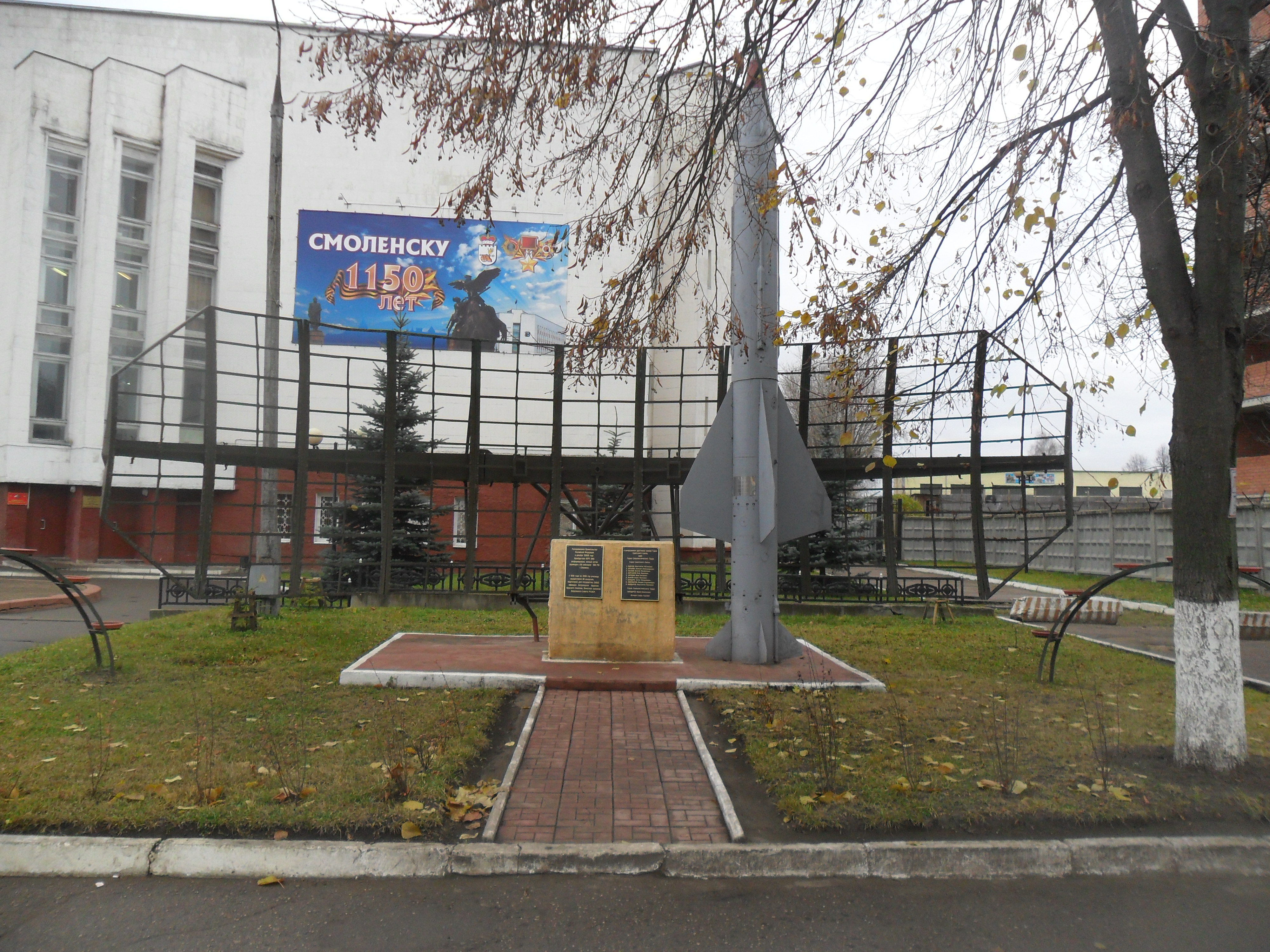
Памятник Оренбургскому военному училищу с досками с именами лучших выпускников.

В 2004 году распоряжением Правительства Российской Федерации № 937-р от 9 июля и приказом Министра обороны Российской Федерации № 235 от 9 августа Военный университет переименован в Военную академию войсковой противовоздушной обороны Вооружённых Сил Российской Федерации, а Оренбургское высшее зенитное ракетное училище (военный институт) получило самостоятельный статус.
Распоряжением Правительства Российской Федерации № 593-р от 11 мая 2007 года Военной академии войсковой противовоздушной обороны Вооружённых Сил Российской Федерации присвоено именное наименование «имени Маршала Советского Союза А. М. Василевского».
Распоряжением Правительства Российской Федерации от 8 февраля 2008 года № 137-р Оренбургское ВЗРУ (ВИ) ликвидировано, и в декабре 2008 года курсанты переведены в академию.
С 1 сентября 2005 года открыт факультет радиотехники и информационных технологий — одно из структурных подразделений академии по подготовке квалифицированных гражданских специалистов инженерного профиля на внебюджетной основе.
Академия подчинена Главнокомандующему Воздушно-космических Сил.
Численность — 1500 человек.
Указом Президента Российской Федерации от 22 января 2024 года Военная академия Войсковой ПВО ВС РФ награждена орденом Кутузова.

## Начальники академии
- генерал-полковник В. К. Чертков (1992—2003);
- генерал-полковник Н. А. Фролов (2003—2005);
- генерал-лейтенант А. Д. Гаврилов (2005—2009);
- полковник А. Н. Давыдов (2010—2013);
- генерал-лейтенант Г. В. Ерёмин (с июня 2013 г.).

## Известные выпускники
- Марченков, Андрей Андреевич
- Ксенофонтов, Алексей Владимирович — Герой Российской Федерации